# Nate Schmidt
Nate Schmidt, właśc. Nathan Thomas Schmidt (ur. 16 lipca 1991 w St. Cloud, Minnesota) – hokeista amerykański, gracz ligi NHL.

## Kariera klubowa
- Fargo Force (2009 – 2010)
- University of Minnesota (2010 – 2.04.2013)
- Washington Capitals (2.04.2013 – 22.06.2017)
  -  Hershey Bears (2013 – 2015)
- Vegas Golden Knights (22.06.2017 – )

## Sukcesy
Klubowe
- Clarence S. Campbell Bowl z zespołem Vegas Golden Knights w sezonie 2017-2018